# ديفيد سانشيز (تنس)
ديفيد سانشيز (بالإسبانية: David Sánchez Muñoz)‏ مواليد 20 أبريل 1978 في سمورة، هو لاعب كرة مضرب إسباني سابق بدأ مسيرته كمحترف سنة 1997 وكان يلعب باليد اليمنى، اعتزل اللعب في 2005. أعلى تصنيف له في الفردي كان المركز الـ 41 في سنة 2003.

## روابط خارجية
- ديفيد سانشيز على موقع رابطة محترفي التنس (الإنجليزية)
- ديفيد سانشيز على موقع الاتحاد الدولي لكرة المضرب (الإنجليزية)
- ديفيد سانشيز على موقع خلاصة التنس.كوم (الإنجليزية)